# Fantasy Ride
Fantasy Ride är den amerikanska sångerskan Ciaras tredje studioalbum, utgivet den 3 maj 2009 av RCA Records och LaFace Records.

## Låtlista
1. "Ciara to the Stage"
2. "Love Sex Magic" (med Justin Timberlake)
3. "High Price" (med Ludacris)
4. "Turntables" (med Chris Brown)
5. "Like a Surgeon"
6. "Never Ever" (med Young Jeezy)
7. "Lover's Thing" (med The-Dream)
8. "Work" (med Missy Elliott)
9. "Pucker Up"
10. "G Is for Girl (A-Z)"
11. "Keep Dancin' On Me"
12. "Tell Me What Your Name Is"
13. "I Don't Remember"